# Uncle Tupelo
Uncle Tupelo est un groupe américain de country alternative formé en 1987 par Jay Farrar, Jeff Tweedy, et Mike Heidorn. Ils furent actifs jusqu'en 1994. Bien qu'ils n'aient pas rencontré le succès commercial, ils ont eu une grande influence sur le genre.

## Histoire
Après la rupture du groupe, Jay Farrar a fondé Son Volt (en) et les autres musiciens Wilco, deux groupes encore actifs aujourd'hui.

## Discographie
- No Depression (21 juin 1990)
- Still Feel Gone (17 septembre 1991)
- March 16-20, 1992 (3 août 1992)
- Anodyne (5 octobre 1993)